# Olsenbanden jr. Mestertyvens skatt
Olsenbanden Junior og Mestertyvens skatt (deutsch: „Die Olsenbande Junior und der Meisterdieb“) ist ein norwegischer Kinder- und Familienfilm von Arne Lindtner Næss aus dem Jahr 2010. Der Film aus der Filmreihe der Olsenbande Junior wurde von Nordisk Film und TV 2 produziert und hatte am 30. Januar 2010 in Norwegen seine Kinopremiere.

## Handlung

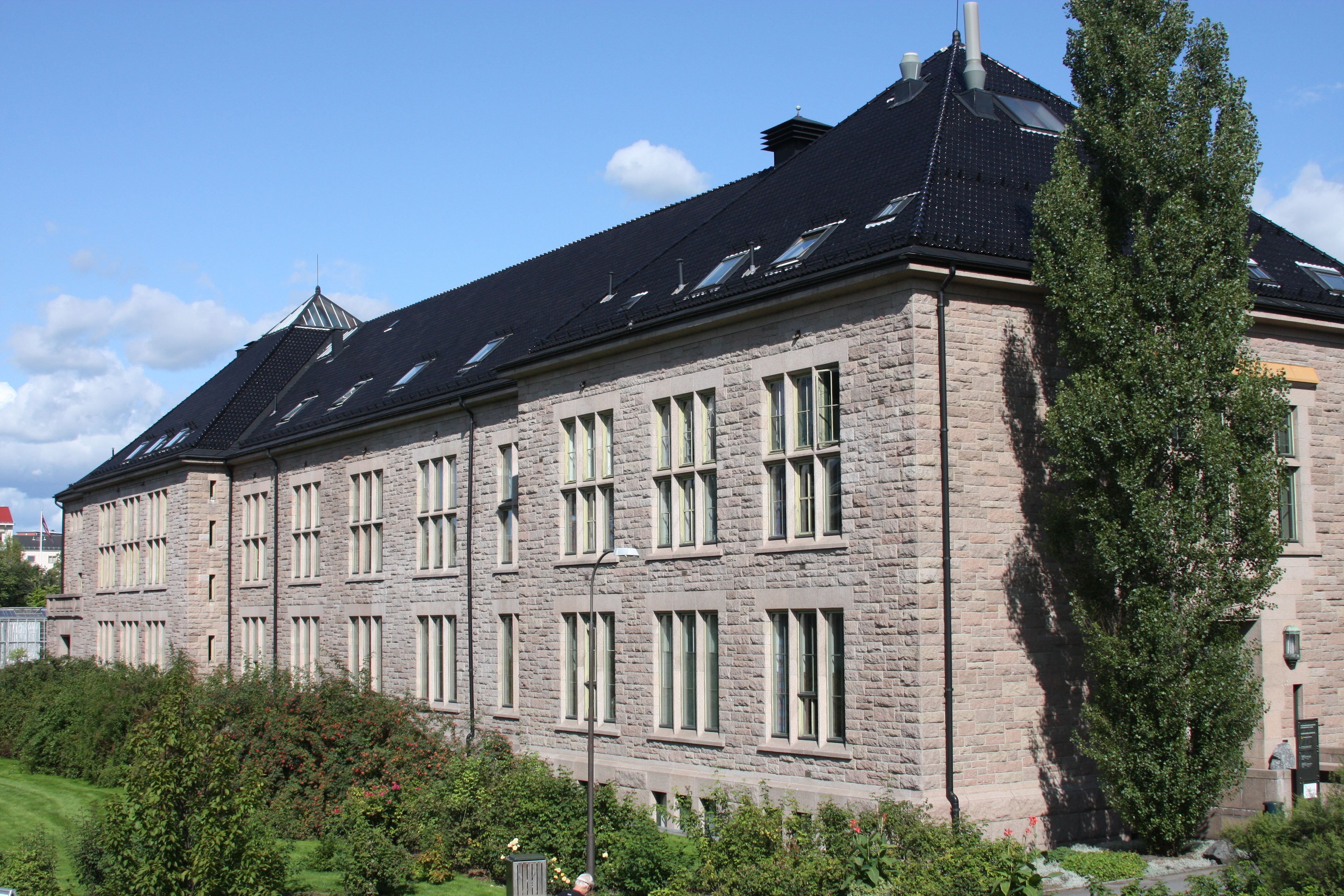
Die norwegische Olsenbande Junior besucht hier das Geologische Museum in Oslo (Geologisk Museum), am Botanischen Garten. Egon bekommt hier sein Hausarrest

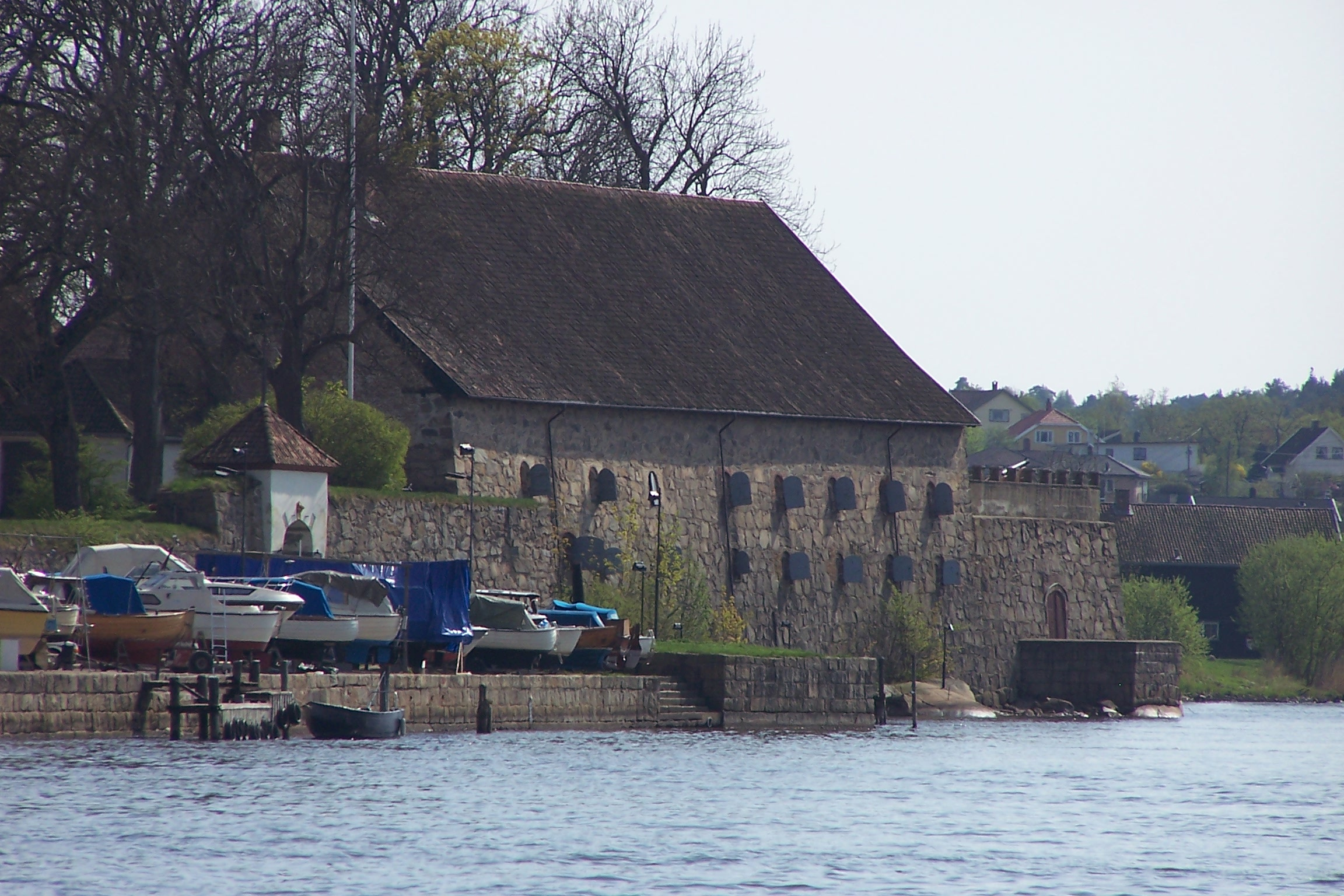
Die Olsenbande fährt in Fredrikstad, hier direkt mit einem Kanu vorbei.

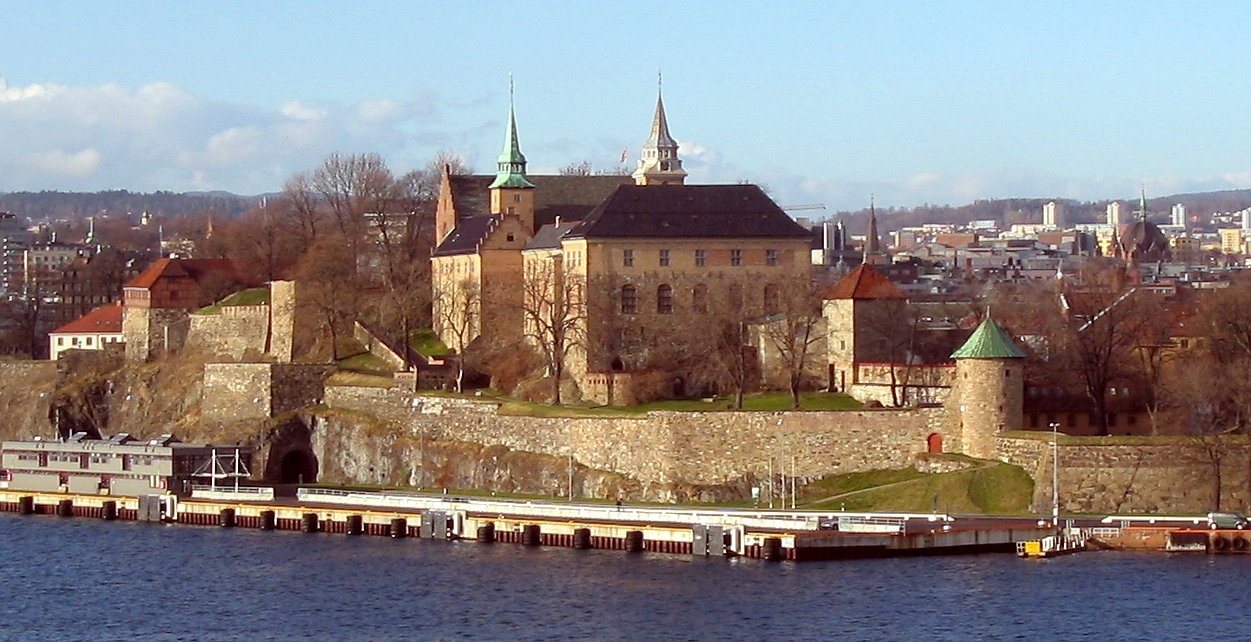
In der Festung Akershus ist Egon Olsen mit seinem Großvater auf Schatzsuche.

Die Schulklasse der Olsenbande macht im Sommer 1962 eine Exkursion in das geologische Museum von Oslo (Geologisk Museum). Biffen provoziert Egon bei dem Museumsbesuch, vor der Klasse mit dummen Sprüchen bis zur Weißglut. Olsen wirft daraufhin vor Wut seinen Apfel, den er gerade essen wollte, nach ihm. Biffen duckt sich aber noch rechtzeitig und er trifft dadurch seine Klassenlehrerin Fräulein Pirkeldal, mit diesem Apfel voll an den Kopf. Frl. Pirkeldal stößt dabei nun in Folge das prähistorische Skelett eines Tyrannosaurus im Museum um. Egon Olsen muss nun zur Strafe, als vorgeblicher Verursacher des Malheurs dafür wieder in den Arrest.
Nach der Verbüßung seiner Strafe wird Egon von Benny und Kjell, in gewohnter Manier vom Kinderheim Lykkebo abgeholt. Egon hat aber auch schon wieder einen neuen Plan. Durch das Belauschen eines Gespräches zwischen dem Leiter des Altenheimes Bjarne aus Fredrikssted und seines eigenen Kinderheimleiters Arne, hat er erfahren, dass er einen leiblichen Großvater hat. Des Weiteren erfährt er, dass er selbst als Neugeborener von seinen Eltern, auf Grund einer besonderen Situation, an der Rathaustreppe des Osloer Rathauses ausgesetzt wurde. Sein Opa heißt Eugen Olsen, ein ehemaliger Ballonflieger und lebt als Ruheständler im Altenheim von Fredrikstad. Dieser soll auch um ein Geheimnis eines verschollenen Schatzes wissen. Mit Hilfe von Benny und Kjell will er ihn dort aufsuchen, bevor die beiden Heimleiter, das eventuelle Geheimnis von ihm lüften können.
Eine gute Gelegenheit schnell nach Frederikstad zu kommen, ergibt sich unerwartet. Die Schulklasse der Olsenbande will eine mehrtägige Schul-Exkursion planen. Die Klassenlehrerin möchte aber lieber mit der Klasse nach Eidsvoll fahren. Egon gelingt es aber eine Mehrheit in der Klasse für eine Fahrt nach Fredrikstad zu organisieren. Die Schulklasse fährt so schließlich gemeinsam nach mit einem Schulbus zu einem Schullandheim nach Fredrikstad. Auch Kriminalkommissar Hermansen und sein Assistent Holm von der Polizei begleiten die Schulexkursion nach Fredrikstad. Bei einer Bootstour der Klasse, sabotiert die Olsenbande das Paddelboot von Hermansen und Holm, so dieses mitten im See versinkt. Des Weiteren schafft sie es, eine allgemeine Verwirrung bei der Paddelbootstour auszulösen, worauf mehrere Boote der Klasse kentern. Egon, Benny und Kjell können sich so gekonnt von der Klasse absetzen und wollen Egons Großvater im Altenheim aufsuchen. Egon schafft es durch einige Tricks in das Altenheim hereinzukommen und kann so endlich seinen Großvater zu besuchen. Großvater Eugon Olsen weiht nun seinen Enkel Egon in das Geheimnis zu seinem Schatz ein. Egon ist davon schwer beeindruckt und will mit Hilfe seiner Freunde, Benny Kjell und Dynamit-Harry seinem Großvater bei der Schatzsuche helfen. Egons Kinderheimleiter Arne ist aber Egon auch nach Fredrikstad gefolgt. Dieser will gemeinsam mit Eugens Altenheimleiter Bjarne, dem Großvater Olsen das Geheimnis des Schatzes vorher entlocken. Egon wird bei seinen Altenheimbesuch von den beiden entdeckt. Egon gelingt es trotzdem gemeinsam mit seinem Großvater aus dem Altenheim zu entkommen, bevor ihre Verfolger ihm das Geheimnis entlocken können. Sie flüchten mit einem Boot in die Seelandschaften und Wälder von Akershus, wo dann auch Benny und Kjell wieder dazu stoßen.
Eugen verrät nun seinen Enkel, sein Familien-Geheimnis zu einem sagenumwobenen norwegischen Schatz. Bei dem Schatz handelt es sich um verschwundene Steuergelder, die ein gewisser Ole Høiland, um 1835 bei einem Bankraub auf die Bank von Norwegen gestohlen hat. Das ganze verschwundene Geld wurde aber dazumal nie komplett gefunden. Des Weiteren erfährt er, dass es sich bei dem berühmten norwegischen „Meisterdieb“ Ole Høiland, um gewissermaßen einen Vorfahren der Familie Olsen handelt. Benny und Kjell gehen vorerst wieder zu ihrer Schulklasse zurück, um so keinen Verdacht zu erregen, während Egon und Großvater Eugen Olsen sich auf die Schatzsuche machen. Um aber an den Schatz zu kommen, müssen sie mehrere aufregende Abenteuer bestehen und eine Art Schnitzeljagd bewältigen. Der erste Hinweis zum Schatz-Plan liegt im Schloss der Festung Akershus. Egon schleicht sich in die Festung Akershus ein, um ein Schriftstück und die Brille des norwegischen Dichters Henrik Arnold Wergeland zu stehlen. Mit Hilfe der Brille Wergelands können sie einen weiteren Hinweis auf dem Schriftstück identifizieren. Egon kann nun mit seinem Großvater, in einer Bruchsteinmauer im Keller der Festung, so eine versteckte Schatulle mit dem Schatzplan finden. Sie werden aber nachdem sie Schatzkarte haben von Arne und Bjarne überwältigt, die ihnen heimlich gefolgt sind, sowie werden sie in einem Verlies der Festung eingesperrt. Die beiden Heimleiter machen sich mit der Schatzkarte auf den Weg in die norwegischen Wälder um den vermeintlichen Schatz zu heben. Auch Eugen und Egon machen sich auf die Spur, nachdem sie sich aus ihrem Gefängnis befreien konnten.
Mittlerweile wird Egon Olsen von seiner Klasse vermisst. Hermansen und Holm stellt mit der Klassenlehrerin Frl. Pirkeldal einen Suchtrupp zusammen, um Egon Olsen zu finden. Ausgewählt werden dazu des Weiteren noch: Hermansen Sohn Herman und die Biffen-Bande, die Widersacher der Olsenbande. Benny, Kjell und Dynamit-Harry setzen sich wieder erfolgreich ab, um unabhängig zu Egon zu stoßen. Währenddessen findet nun eine wilde Verfolgungsjagd um den Schatz in den norwegischen Wäldern und Sümpfen von Akershus statt. Egon und Eugen können die finsteren Typen Bjarne und Arne mehrmals austricksen und finden so den Schatz zuerst, bzw. können diesen letztendlich, nach einem Verlust wieder diesen abluchsen. Des Weiteren setzt die Olsenbande, Bjarne und Arne fest, sowie bringen diese dazu, dass ihre Untaten vor der Polizei gestehen. Die beiden Heimleiter können dadurch nun von Hermansen und Holm verhaftet werden. Egon überlässt seinen Großvater Eugen Olsen, den Schatz, damit dieser sich einen verdienten Ruhestand leisten kann. Großvater Olsen und seine Lebensgefährtin Solvig, können sich mit einem Fesselballon und mit Hilfe der Olsenbande schließlich absetzen. Die Klasse von Egon Olsen befindet sich nun letztendlich wieder vollzählig im Reisebus auf der Rückreise von ihrer Abenteuer-Schulexkursion. Hermansen und Holm, die den verschwundenen Schatz sehr gern für den norwegischen Staat beschlagnahmen wollten, kommen aber zu spät. Aus dem Schul-Reisebus kann die Polizei leider nur den Start des Ballons beobachten, aber Egon kann sich dafür noch von seinem Großvater verabschieden, der ihm zum Abschied seine Melone überlässt.

## Produktion
Die Dreharbeiten zu dem Film begannen schon im Juni 2009. Das Norsk filminstitutt (Norwegisches Filminstitut) förderte die Finanzierung der Produktion des Filmes mit ca. 8,5 Millionen Kronen.